# Vásárhelyi János (pedagógus)
Vásárhelyi János (Budapest, 1960. március 12. –) magyar pedagógus, a bicskei Kossuth Zsuzsa Gyermekotthon és Általános Iskola igazgatója (1990–2016).

## Életrajz
1990 és 2016 között a Kossuth Zsuzsa Gyermekotthon és Általános Iskola igazgatója volt.
2002-ben saját pénzadományának felhasználásával megalapította a bicskei Mentsvár Alapítványt, amely azóta is nehéz sorsú és hátrányos helyzetű gyerekek felzárkóztatásával és táboroztatásával foglalkozik.
Tagja volt a Bicskei Római Katolikus Egyházközség képviselő-testületének és elnöke ezen testület gazdasági bizottságának.
2011-ben az intézmény dolgozói jelezték a fenntartónak, a fővárosi önkormányzatnak, hogy a gyermekotthon több növendéke arról számolt be, hogy Vásárhelyi János szexuálisan abuzálta őket. Az ezt követő vizsgálat során több intézményi dolgozó is jelezte, hogy az igazgató bent él a gyermekotthonban és nyomást gyakorolt a rendőrségi vizsgálatban tanúskodó gyerekekre. A vizsgálat úgy zárult le, hogy minden gyerek visszavonta a vallomását. A 2011-2012-es vizsgálattal kapcsolatban az ombudsman több olyan tényezőt is kifogásolt, amelyek az úgy megfelelő vizsgálatát, illetve az érintett gyerekek megfelelő támogatását hátráltatták.
2015-ben az általa vezetett intézmény nevében együttműködési megállapodást kötött birkózási edzések lebonyolítására, illetve versenyeken való megjelenésre a NIKÉ Sportegyesülettel, amely szervezet már régebb óta jelen volt a gyermekvédelemben. Megfogalmazása szerint a sportszerű birkózásnak személyiségformáló ereje van.
|  | „A személyiségformáló ereje abban is rejlik, hogy a birkózás levezeti az agressziót, a stresszt és feszültséget. Nálunk sok „nehéz” gyerek nevelkedik, akik számára kiemelten fontos a napi fizikális leterhelés.” |
|  | – Vásárhelyi János |

2016-ban perbe fogták kiskorúak molesztálásáért, miután az egyik áldozata öngyilkos lett. A helyi közösség egy része töretlen hittel próbált kiállni mellette. Több tüntetés szerveződött, és számos támogató felhívás jelent meg az interneten, illetve a közösségi oldalakon. Az eljárás során egy helyi zeneszerző, közéleti szereplő a politika és a média egyidejű befolyását vélte felfedezni az ügy lefolyásában. Egy másik írásában ugyanő igyekezett rámutatni a vádiratban szereplő számos állítás véleménye szerinti életszerűtlenségére és olyan ellentmondásokra, melyek szerinte az érintett ártatlanságát igazolták. Egy helyi szakgyógyszerész családanya pedig gyermekvédelmi szakemberekhez intézett nyílt levelet az igazgató védelmében.
Vásárhelyi Jánost végül 2018-ban nyolc év fegyházbüntetésre ítélték a rá bízott gyermekek szexuális zaklatásáért. Az eljárás összetett jellegét fokozta az érintett intézményvezető ismertsége és elismertsége, illetve a felnőttek jelenlétében tapasztalható jelentős létszámhiány a gyermekvédelmi intézményeknél.

## Kitüntetései
Munkássága elismeréseként több magas rangú kitüntetést vehetett át:
- 2001-ben a Bicske Város Díszpolgára címet,[15]
- 2015. június 5-én a fővárosi pedagógusnap alkalmából Bárczy István-díjat,[16]
- 2016. augusztus 20-án a Magyar Bronz Érdemkeresztet.[17]

A fővárosi Bárczy István-díjra való felterjesztés a pedagóguspálya betöltésében való kiemelkedő erényeket emel ki:
...úttörő szerepet vállalt az állami gondoskodásban élők egyéni, személyre szabott megsegítésében [...] megértő, legendásan türelmes és elfogadó, gyermekközpontú attitűddel rendelkezik, vezetői stílusát higgadtság, optimizmus, derű, ugyanakkor kellő határozottság jellemzi
Elítélése után visszavonták a bicskei díszpolgári címét és a Bárczy István-díját.
Az Érdemkereszt állami kitüntetés, ezért a jogszabályok szerint nem vonható vissza. „Egy kitüntetés arra az időszakra és teljesítményre vonatkozik, amikor és amiért odaítélték”, értékelte Semjén Zsolt miniszterelnök-helyettes 2016-ban a Jobbik törvénymódosító javaslata kapcsán, mely ezen változtatott volna.

## Könyve
- Vásárhelyi János – Hetényi Tamás – Peterdi Ede: A Bicskei Gyermekotthon története. Bicske: Fővárosi Kossuth Zsuzsa Gyermekotthon. 2008.   247. o. ISBN 978-963-06-3847-0